# Libro de los animales que caçan
El Libro de los animales que caçan és un tractat de falconeria traduït de l'àrab a mitjans del s XIII. Se'l considera com el primer tractat en el seu gènere compost a la Corona de Castella. Està emmarcat dins de la literatura d'Alfons X.

## Descripció
El rei Alfonso X, segons es desprèn del pròleg del Libro de la caza del seu nebot don Juan Manuel, va escriure algunes obres sobre caça, falconeria i montería, encara que es desconeix el seu parador. Dos anys abans de la mort del seu pare, el rei Fernando III el Sant, es va concloure la traducció del Kitab al-yawarih, també anomenat Kitab al-Mutawakkili, obra d'un astrònom i falconer àrab anomenat Muhammad ibn 'Abdallah ibn 'Umar al-Bazyar. L'obra d'aquest escriptor, que va viure a Bagdad, era totalment desconeguda per als investigadors fins fa uns anys en què va ser editada i traduïda a l'alemany. L'atribució de la traducció és complicada, encara que la majoria dels crítics es decanten pel rei Alfonso X el Sabio, quan encara era príncep.
Es coneixen dos manuscrits de l'obra, un d'ells a la Biblioteca Nacional d'Espanya (ms. Reservat 270), l'altre a la Biblioteca del Real Monestir de Sant Lorenzo de l'Escorial (ms. V.ii.19).
Tradicionalment s'ha vingut identificant aquesta obra amb el nom de Moamin, però les més recents recerques han posat en evidència que el Libro de los animales que cazan solament té una relació de fonts comunes amb el Liber Moaminus. D'altra banda s'ha demostrat que, si bé no es pot establir que després del nom Moamín es trobi Hunain Ibn Ishaq, com va pretendre François Viré, tampoc és vàlida la identificació amb Muhammad com va assenyalar Fradejas, sinó que pot ser una deformació de Amir al-mu'minim (Príncep dels Creients).